# Refuge de la Femma
Das Refuge de la Femma ist eine Schutzhütte, die sich im Département Savoie in der Region Auvergne-Rhône-Alpes befindet. Die Schutzhütte gehört der Verwaltung des Nationalparks Vanoise.

## Beschreibung
Von Mitte März bis Mitte Mai sowie von Mitte Juni bis Mitte September ist die Hütte bewirtschaftet. In dieser Zeit stehen den Wanderern 68 Schlafplätze zur Verfügung. Außerhalb dieser Zeit verfügt die Hütte über einen Winterraum mit 24 Schlafplätzen.

## Zustieg
Der Normalweg beginnt am 2307 m hoch gelegenen Parking de Bellecombe, der von Termignon kommend über die Route de Bellecombe (D 126) nach ca. 12 km erreicht werden kann. Auf nahezu ebenem Weg geht man zunächst bis Plan du Lac, lässt die Hütte Refuge du Plan du Lac links liegen und orientiert sich dann in Richtung La Bourgeat, wo wenig später der Torrent de la Rocheure überquert wird. Diesem Bach folgt man schließlich auf seiner in Fließrichtung gesehen rechten Seite bis zur Hütte.
Der Weg weist keinerlei technische Schwierigkeiten auf, aber der Anstieg ist mit ca. 11 km lang. Für den Anstieg sind ca. drei Stunden Gehzeit einzuplanen. Da einige Wegpassagen beim Anstieg bergab führen, sind insgesamt 400 Höhenmeter zu bewältigen.

## Tourenmöglichkeiten
- Von Val-d’Isère kommend über den Pass Col de la Rocheure (2911 m). Die Schutzhütte erreicht man vom Col in ca. eineinhalb bis zwei Stunden.
- Die Pointe de la Sana (3436 m) kann in ca. 4 Stunden erreicht werden. Für den Abstieg sind 3 Stunden einzurechnen. Alternativ kann vom Gipfel die Schutzhütte Refuge de la Leisse erreicht werden.
- Die beiden Gipfel der Pointes du Châtelard (3479 m). Alternativ besteht vom Gipfel ein Abstieg zur Schutzhütte Refuge de Vallonbrun.
- Aufstieg zum  Grand roc Noir (3582 m) ;
- Aufstieg zur Pointe du Charbonnier (3311 m);
- Übergang zur Schutzhütte Refuge du Fond des Fours (Dauer 3h30)
- Übergang zur Schutzhütte Refuge Entre-Deux-Eaux (Dauer 2h00)

## Besonderheiten
Die Schutzhütte Refuge de la Femma ist Ausgangspunkt des Zustiegs zu den Felsbildern am Berg Grand roc Noir.
Aufgrund der stark eingeschränkten Verfügbarkeit elektrischer Energie, die vor Ort produziert wird, stehen keine Handyladestationen zur Verfügung. Im Notfall steht dem Nutzer ein Standfahrrad zur Erzeugung von Strom zur Verfügung.